# Sulfosel

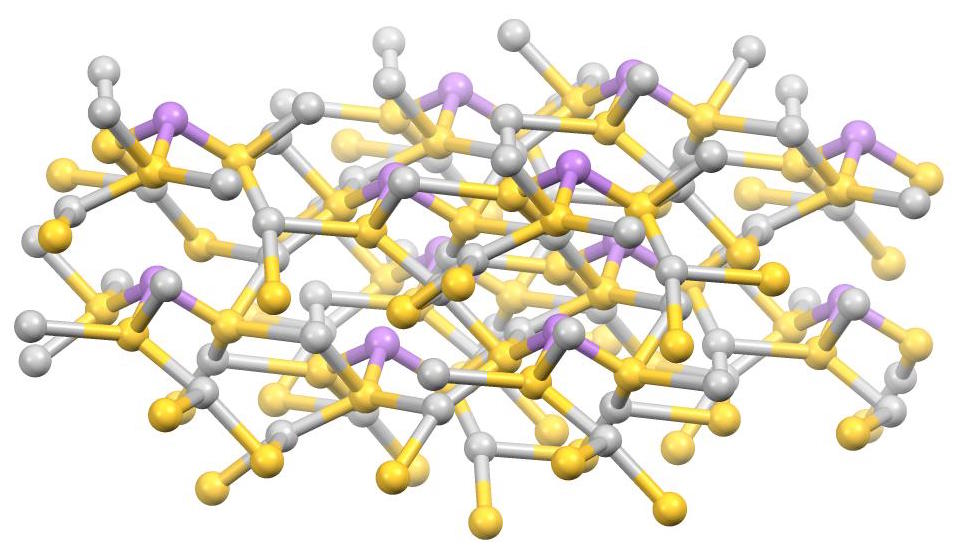
Structure de la proustite (Ag_{3}AsS_{3}), un sulfosel classique, qui peut être vu comme le dérivé Ag^{+} de [AsS_{3}]^{3−}. Les sulfosels possèdent de façon caractéristique des liaisons M-S-M', où M et M' sont différents métaux ou métalloïdes.

Les sulfosels sont des minéraux de formule générale AmBnSp (ou AmSq • BnSp-q), où :
- A représente un métal (Cu, Pb, Ag, Fe ou, plus rarement, Hg, Zn ou V) ;
- B représente un métalloïde (As, Sb, Bi ou, rarement, Ge) ou un métal (Sn ou, rarement, V) ;
- S représente le soufre ou, rarement, Se ou Te.

Dans la classification de Strunz, les sulfosels sont classés parmi les sulfures. Un groupe de minéraux qui possède des formules paraissant similaires sont les sulfo-arséniures (par exemple la cobaltite (Co,Fe)AsS). Cependant, dans les sulfo-arséniures, l'arsenic se substitue (anions arséniure) aux anions sulfure, tandis que dans les sulfosels l'arsenic se substitue à un cation métallique.
La structure de la plupart des sulfosels est constituée de clusters, bandes ou couches d'unités sulfure simples liées par des liaisons dirigées de type iono-covalentes.

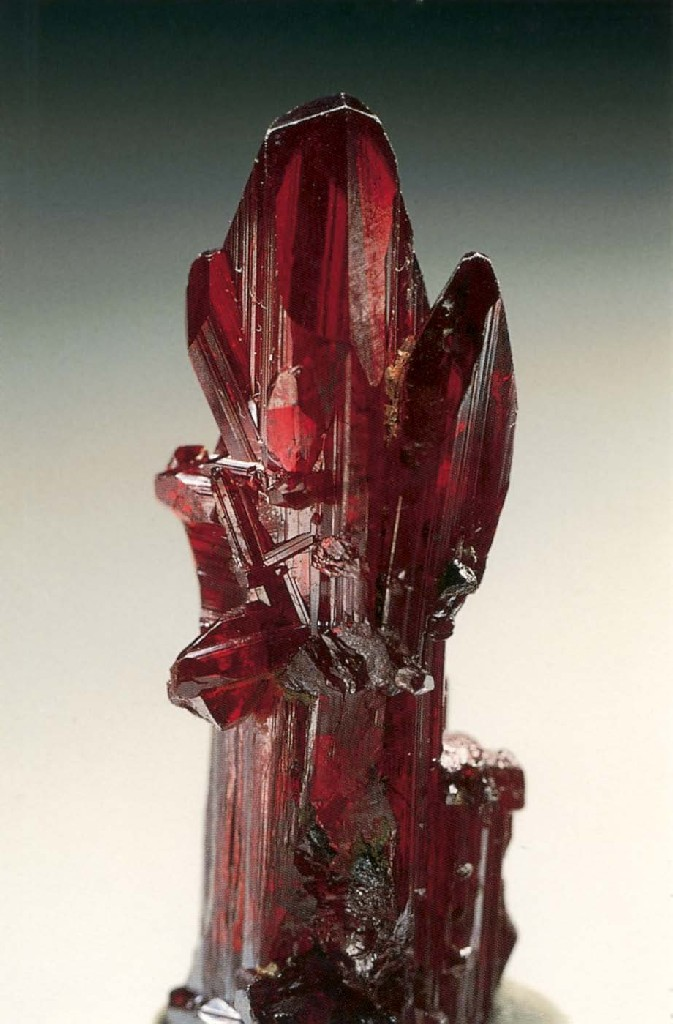
Comme le montre cet échantillon de proustite, les minéraux sulfosels sont souvent vivement colorés.

Environ 200 minéraux sulfosels sont connus. En voici quelques exemples :
- Type A3BX3
  - Pyrargyrite Ag3SbS3
  - Proustite Ag3AsS3
  - Tétraédrite Cu12Sb4S13
  - Tennantite Cu12As4S13
- Type A3BX4
  - Énargite Cu3AsS4
  - Sulvanite Cu3VS4
  - Samsonite Ag4MnSb2S6
  - Géocronite Pb14(Sb,As)6S23
  - Gratonite Pb9As4S15
- Type A2BX3
  - Bournonite PbCuSbS3
  - Seligmannite PbCuAsS3
  - Aïkinite PbCuBiS3
- Type ABX2
  - Boulangérite Pb5Sb4S11
  - Matildite AgBiS2
  - Smithite AgAsS2
  - Chalcostibite CuSbS2
  - Emplectite CuBiS2
  - Teallite PbSnS2
- Type A2B2X5
  - Ramdohrite Ag3Pb6Sb11S24
  - Jamesonite Pb4FeSb6S14
  - Cosalite Pb2Bi2S5
- Type A2B3X6
  - Quatrandorite PbAgSb3S6
  - Lindstromite Pb3Cu3Bi7S15
- Type AB2X4
  - Zinkénite Pb9Sb22S42
  - Berthiérite FeSb2S4
  - Cylindrite Pb3Sn4FeSb2S14